# المعتقدات والممارسات الإسلامية الشيعية
تنقسم معتقدات وممارسات الشيعة الاثني عشرية إلى:
- علم اللاهوت أو جذور الدين - خمس معتقدات
- فروع الدين أو فروعه - عشر ممارسات

## المبادئ اللاهوتية
- التوحيد
- "العدالة الإلهية"
- النبوةالنبوة عند الاثنا عشرية
- الإمامة "قيادة البشرية"
- القيامة

## ملحقات الإيمان
- الصلاة[1]
- صوم شهر رمضان[1]
- الحج إلى مكة [1]
- الزكاة - العطاء الخيري [1]
- الخمس من أنواع معينة من الدخل تُعطى للصدقة على الفقراء
- الجهاد
- الأمر بالمعروف والنهي عن المنكر
- النهي عن المنكر
- التولي - حب الإيمان ومختاري الله
- التبرأ - التبرأ من أعداء الإيمان و أنصارهم.

## طالع أيضًا
- مبادئ الفقه الشيعي